# سانتا ماریا در کامپیتلی
سانتا ماریا در کامپیتلی (انگلیسی: Santa Maria in Campitelli) نام کلیسایی در شهر رم است که وقفِ مریم مقدس است. بر پایهٔ روایت سنتی، یک خلوتگاه کوچک مذهبی یا کلیسای ابتدایی در این مکان در طول سال‌های ۵۲۳ تا ۵۲۶ و در دوران ژان اول بنا شد. این سازه برای قرار دادن تمثالی به ارتفاع ۲۵ سانتی‌متر از مریم مقدس، پطرس و پولس رسول ساخته شد. بر پایهٔ روایات سنتی، این نماد در سال ۵۲۴ به‌طور معجزه‌آسایی بر سر سفره «گالا»، زنی رومی که به فقرا کمک می‌کرد، ظاهر شد و گفته شده است که از سال ۵۹۰ در دسته‌روی‌ها حمل می‌شد. بررسی‌های جدیدتر در مورد سبک ودرخت‌گاه‌شماری این نماد نشان می‌دهد که این تمثال مربوط به قرن یازدهم میلادی است.
حوالی سال ۱۶۵۶، شهر رم توسط طاعون به تباهی رفت و چنین به‌نظر می‌رسید که دعا و توسل به این تمثال، که به صورت گروهی در دسته‌روی‌ها و در خیابان‌ها حمل می‌شد، در متوقف کردن این بیماری همه‌گیر نقش داشت. این مداخله معجزه‌آسای احتمالی، پاپ الکساندر هفتم را بر آن داشت تا به جای آن خلوتگاه مذهبی باستانی، کلیسای بزرگتری را برای نگهداری این نماد بنا کند. او یک طرح عالی معماری باروک را به کارلو رائینالدی سفارش داد و ساخت کلیسا بین سال‌های ۱۶۵۹ و ۱۶۶۷ انجام شد. بنا به دستور انجمن «روحانیون منتخب مادر خدا» که در لوکا تأسیس شده بود، کلیسا تحت تعمیر و نگهداری دائمی قرار گرفت. در بیرون ورودی کلیسا و در سمت چپ، فواره‌ای وجود دارد که از آثار جاکومو دلا پورتا است. محراب اصلی کلیسا را نیز جووانی باتیستا گائولی و دیوارنگاره‌های سقف را جاچینتو کالاندروچی نقاشی نموده‌اند.
از زمان جیمز فرانسیس ادوارد استوارت، کلیسا مرکز عبادتی برای بازگشت انگلستان به کلیسای کاتولیک بوده است.